# Peristylus lacertifer
Peristylus lacertifer är en orkidéart som först beskrevs av John Lindley, och fick sitt nu gällande namn av Johannes Jacobus Smith. Peristylus lacertifer ingår i släktet Peristylus och familjen orkidéer. Utöver nominatformen finns också underarten P. l. lacertifer.